# Нотгельм (король Сассексу)
Нотгельм або Нунна I (*Nothelm, Noðhelm, Nunna, д/н — бл. 717/725) — король Сассексу в 688/692—717/725 роках.

## Життєпис
Про походження Нотгельма нічого невідомо. У 688 році після смерті Кедвалли, короля Вессексу, разом з Ваттом очолив повстання проти Вессексу, захопивши трон. Для підтвердження свого статусу одружився з Етельбрітою, родичкою Етельвеля, короля Сассексу, з династії Елли. Правив разом з Ваттом (до самої смерті останнього) до 692 або 700 року.
У 692 році Нотгельм подарував своїй сестрі Нотгіті землю для будівництва монастиря — свого часу вона дала обітницю єпископу Вільфріду постригтися в черниці і вирушити на прощу. Нотгельм підтримував Кутмана у місіонерській діяльності в Ессексі, оскільки не всі мешканці Сассексу були хрещені. У 705 році була заснована єпископська кафедра в Чічестері, що дозволило Ессексу вийти з Вінчестерської дієцезії.
У зовнішній політиці визнавав зверхність Вессексу, надавав підтримку королям цієї держави. У 710 році Нотгельм брав участь в поході Інє, короля Вессексу бритського королівства Думнонія, завдавши поразки Герайнту. З невідомих причин вимушений був розділити владу над Сассексом з елдорменами Осріком і Брині.
Остання хартія, підписана Нотгельмом, датується 714 або 717 роком. У ній Нотгельм заповідав поховати себе в церкві Нортона. Деякі історики вважають, що Нотгельм правив до 725 року, але доказів цього замало. Наступником став його родич Етельстан.